# Manhattan Bridge
Die Manhattan Bridge ist eine Hängebrücke in New York City, die den East River überquert und die beiden Stadtteile Lower Manhattan und Downtown Brooklyn miteinander verbindet. Die am 31. Dezember 1909 eröffnete, aber erst einige Monate später fertiggestellte Brücke war nach der Brooklyn Bridge und der Williamsburg Bridge die letzte der drei über den East River gebauten Hängebrücken. Auf ihren zwei Ebenen hat sie heute insgesamt vier Gleise der New York City Subway, sieben Fahrstreifen für den Kfz-Verkehr sowie einen Fuß- und einen Radweg.

## Beschreibung
Die Manhattan Bridge hat, wie ihre Vorgängerin, aus Stahl gebaute Pylone und Fahrbahnträger, wirkt jedoch wesentlich leichter, was nur zum Teil an der architektonischen Gestaltung ihres Äußeren liegt. Ihre aus nur zwei senkrechten Pfeilern bestehenden Türme werden jeweils durch einen neugotischen Spitzbogen und eine Traverse zu einem Portal zusammengefasst. In der seitlichen Ansicht sind die Türme nicht breiter als die senkrechten Pfeiler, was zu ihrer Bezeichnung als zweidimensionale Türme führte. Auf den Traversen befinden sich eher unauffällige Einhausungen für die Tragkabel, auf denen aus rein architektonischen Gründen runde, an Pinienzapfen erinnernde Formen angeordnet wurden, die sonst keine Funktion haben. Über die Türme verlaufen vier Tragkabel, an denen der Fahrbahnträger mit senkrechten Hängern befestigt ist. Die Rückverankerungen der Tragkabel befinden sich in großen Bauwerken am Beginn der weit in die Stadtgebiete hineinreichenden Rampen, die wegen der Eisenbahngleise flach gehalten werden mussten.

Die Brücke hat zwei Ebenen: in der oberen Ebene befinden sich an den Außenseiten jeweils zwei Fahrstreifen für Kraftfahrzeuge. Die untere Ebene beinhaltet in der Mitte drei Autofahrstreifen, je zwei an den Rändern angeordnete U-Bahn-Gleise für die Linien B, D, N und Q, und ganz außen einen Fuß- und einen Radweg. Die drei Fahrstreifen der unteren Ebene konnten früher je nach Bedarf für unterschiedliche Richtungen freigegeben werden, führen aber seit 2015 permanent Richtung Manhattan.
Die Manhattan Bridge und die Williamsburg Bridge sind die beiden einzigen Brücken über den East River in New York City, auf denen immer noch sowohl Schienen- als auch Straßenverkehr stattfindet.
Die Brücke wird täglich von 320.000 U-Bahn-Passagieren, 75.000 Kraftfahrzeugen und 3.000 Radfahrern und Fußgängern benutzt.
Der Beginn der Auffahrtsrampe in Manhattan an der Kreuzung Bowery/Canal Street wird seit 1916 durch einen von Kolonnaden eingefassten Torbogen markiert, der von den Architekten Carrère and Hastings entworfen wurde. Der 22 m hohe Torbogen hat die Porte Saint-Denis in Paris zum Vorbild, die elliptische Kolonnade wurde durch den Petersplatz im Vatikan inspiriert. Für den Bau des Platzes wurden die Wohnungen von über tausend Familien geräumt.
Auf der Brooklyn-Seite gab es zwei die beiden Stadtteile darstellende Allegorien, die aber dem Verkehr weichen mussten und seitdem im Brooklyn Museum aufgestellt sind.
Das Stadtviertel bei den Auffahrtsrampen auf der Brooklyn-Seite hat die Bezeichnung Dumbo erworben – Down Under the Manhattan Bridge Overpass.

## Technische Einzelheiten

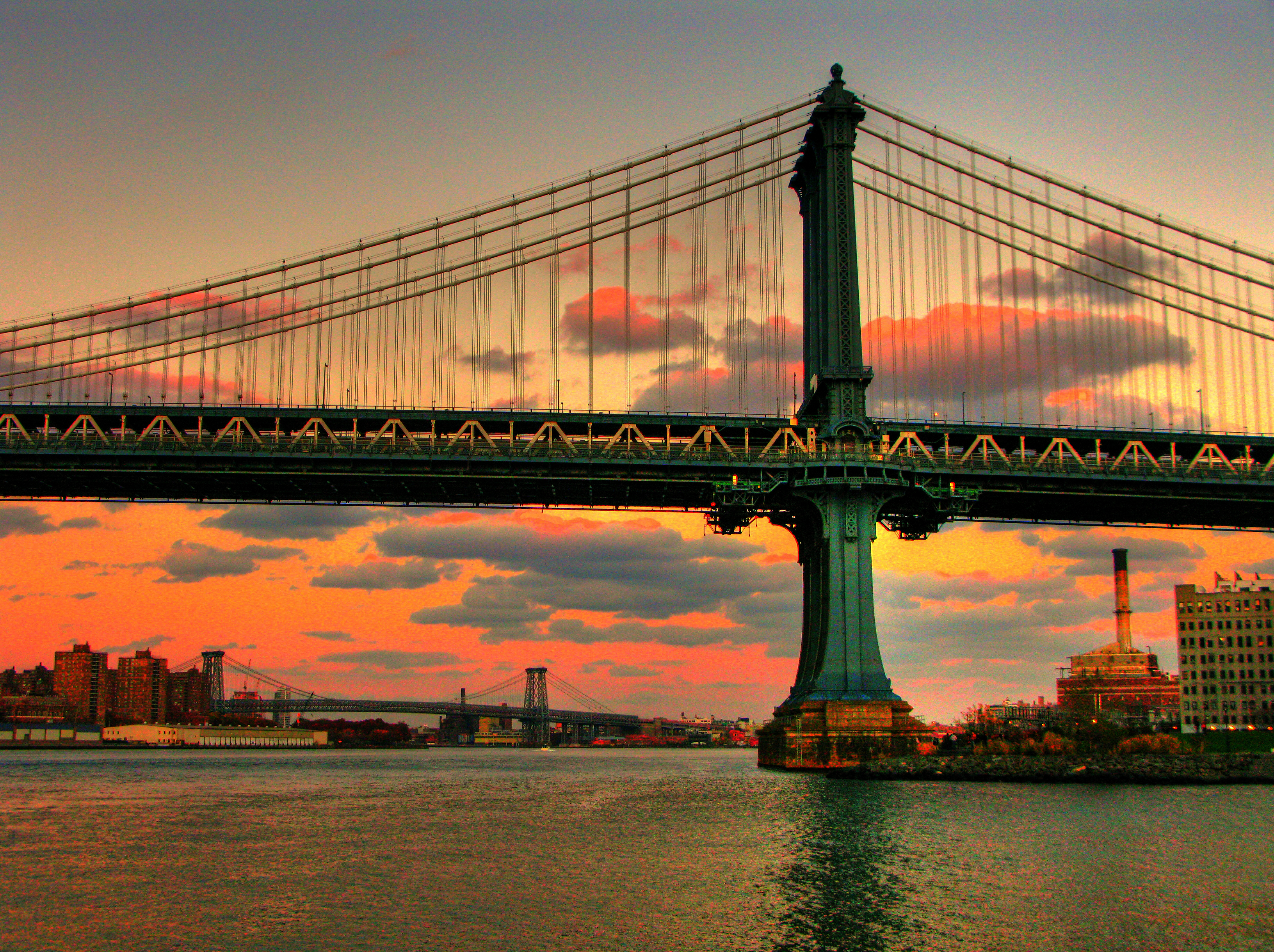
Pylon der Manhattan Bridge. Im Bildhintergrund die Williamsburg Bridge.

Die Brücke ist einschließlich der Auffahrtsrampen insgesamt 1856 m (6090 ft) lang, nach anderen Angaben 2089 m (6855 ft). Die Länge von Rückverankerung zu Rückverankerung beträgt 890 m (2920 ft). Ihre Pylonen sind 98 m (322 ft) hoch. Die Spannweite beträgt 448 m (1470 ft). Die vier Tragkabel mit einem Durchmesser von rund 53 cm sind im Luftspinnverfahren hergestellte Paralleldrahtseile. Sie waren zur Zeit der Eröffnung die stärksten Tragkabel der Welt. An ihnen sind insgesamt 628 Hänger befestigt, die das 36,6 m breite Brückendeck tragen. Für die Hänger wurden jeweils zwei Drahtseile nebeneinander über die Befestigungsmanschetten an den Tragkabeln geführt, so dass jeweils vier Seile einen Hänger bilden.
Bei der Brücke wandte Leon S. Moisseiff erstmals die auf Joseph Melan zurückgehende Deflektionstheorie an, die davon ausging, dass schwebende Bauwerke mit großer Eigenmasse selbststabilisierend wirken. Danach war es möglich, für die Brücke eine wesentlich leichtere Konstruktion zu planen, wodurch sich die zweidimensionalen Türme erklären, die in Längsrichtung flexibel sein sollten.
Diese noch in ihren Anfängen befindliche Bauweise und die Anordnung der Züge an den Außenseiten führten zu erheblichen Verwindungen des Brückenträgers, die später umfangreiche Sanierungsmaßnahmen erforderten.

## Geschichte

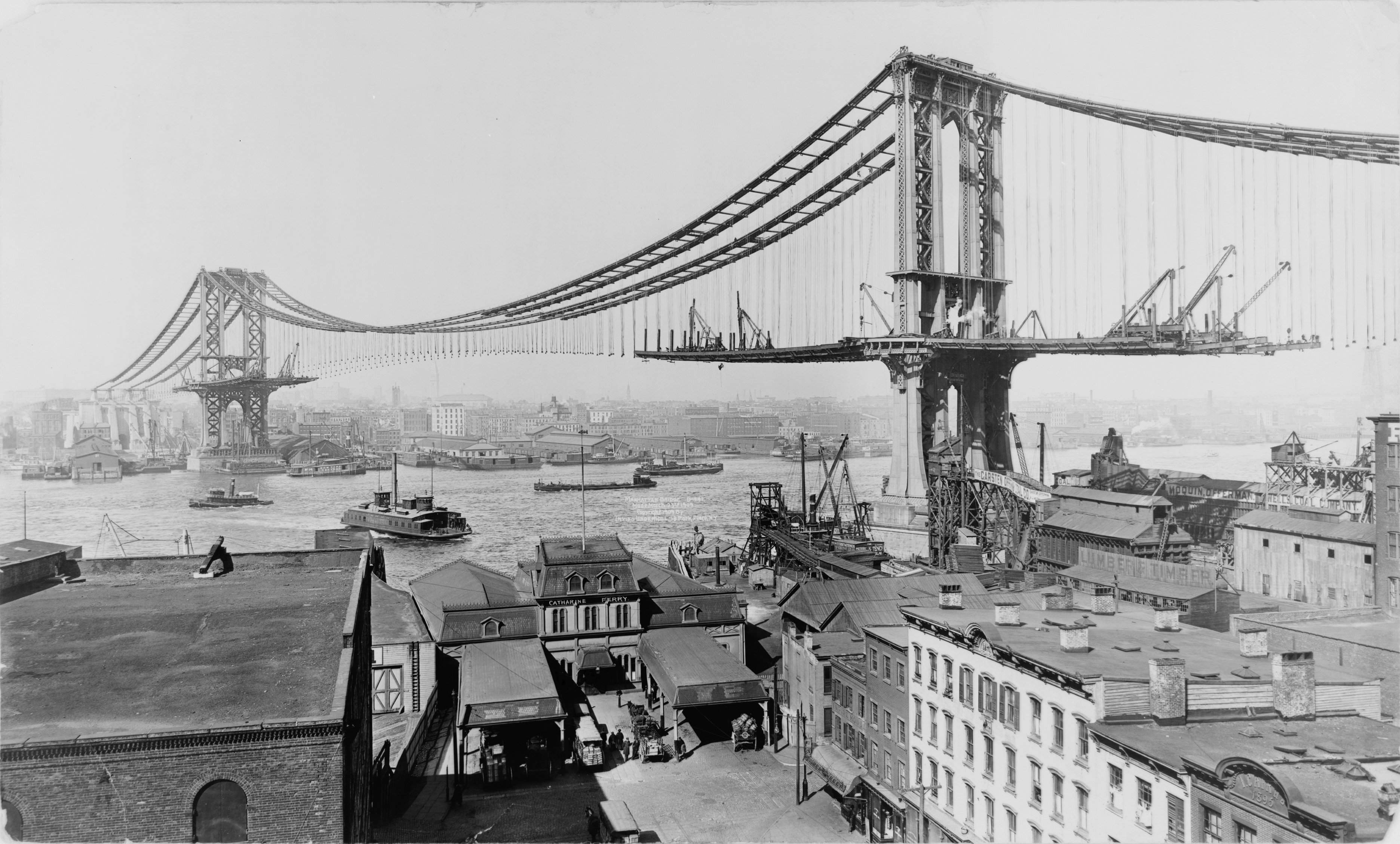
Die Brücke im Bau, März 1909, acht Monate vor der Eröffnung

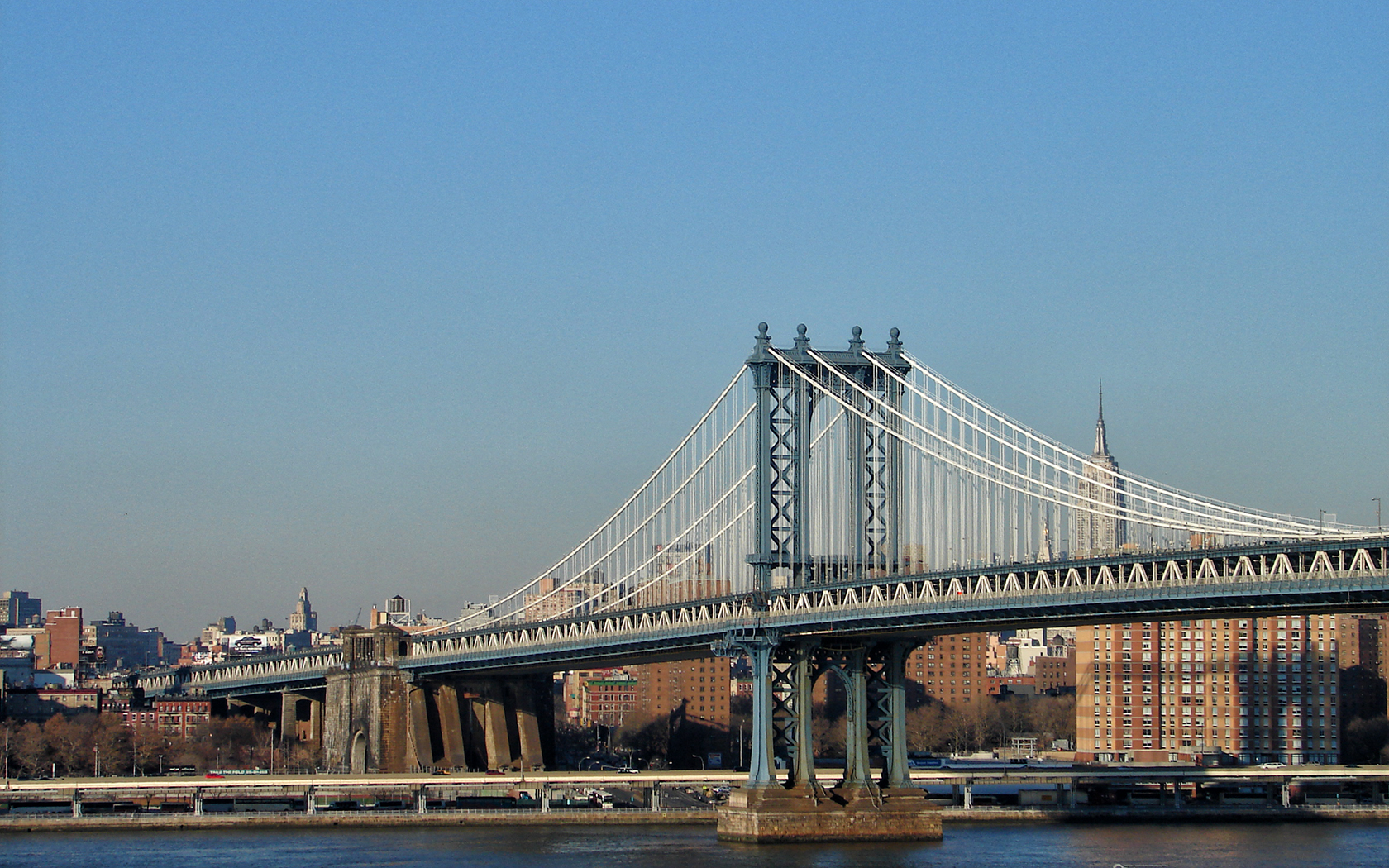
Blick nach Manhattan mit Empire State Building

Ein erster Entwurf für eine Hängebrücke wurde 1899 von Richard S. Buck erstellt. Eine neu gewählte Stadtregierung ernannte 1902 Gustav Lindenthal zum Commissioner of Bridges, der einen eigenen Entwurf präsentierte, der nicht akzeptiert wurde. Sein zweiter Entwurf einer Kettenbrücke wurde heftig diskutiert, aber nach der Wahl von George B. McClellan, Jr. zum Oberbürgermeister und der Absetzung Lindenthals 1904 zu den Akten gelegt. Der neue Bridge Commissioner George E. Best ernannte Othniel Foster Nichols zum Chief Engineer für die neue Brücke.

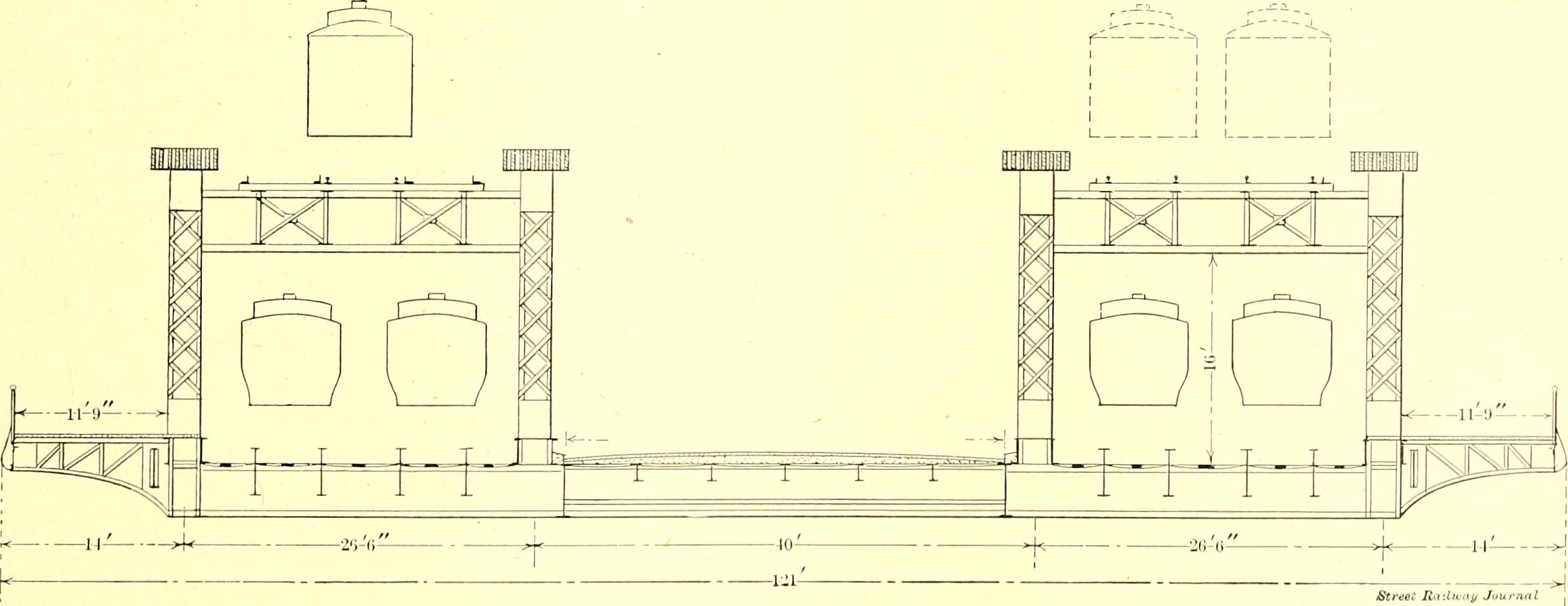
Brückenquerschnitt wie 1903 geplant

Dieser wählte einen Entwurf von Leon S. Moisseiff, einem Mitarbeiter des Bridge Department, für eine erstmals nach der Deflektionstheorie geplante Hängebrücke, die wesentlich leichter sein konnte als die bisherigen Brücken. Seine Planung sah je zwei U-Bahngleise an den Außenseiten der Brücke vor, die von vier unmittelbar unter den Tragkabeln angeordneten Warren-Fachwerken (Warren truss) als Versteifung des Brückendecks eingerahmt waren. Die Warren-Fachwerke wurden ebenfalls erstmals in einer Hängebrücke verwendet. Über den U-Bahngleisen waren in einer weiteren Ebene je zwei Straßenbahngleise vorgesehen. In der Mitte zwischen den Gleisen befanden sich vier Fahrstreifen für den Straßenverkehr. Ralph Modjeski wurde während der Bauzeit von O. F. Nichols zum Consulting Engineer bestellt, der auch die Arbeiten an der Manhattan Bridge begutachtete. Die Tragkabel wurden in einer Rekordzeit von nur vier Monaten gesponnen.
Am 31. Dezember 1909, dem letzten Arbeitstag von Oberbürgermeister McClellan, fand die feierliche Eröffnung statt, obwohl die U-Bahn- und die Straßenbahngleise noch fehlten, nachdem die Zuständigkeit für sie vom Bridge Department auf eine Verkehrsabteilung übertragen worden war. Der erste Fußweg über die Brücke wurde im Juli 1910 freigegeben und die ersten Züge überquerten die Brücke im September 1912. Die Brücke kostete insgesamt 31 Millionen US-Dollar.
Der auf den Außenseiten der Brücke angeordnete U-Bahnverkehr mit seinen im Lauf der Zeit länger und schwerer gewordenen Zügen verursachte Schwingungen und Verwindungen, die 2,4 m (8 ft) erreichen konnten, wenn zwei Züge gleichzeitig über die entgegengesetzten Enden der Brücke fuhren. Als die Straßenbahngleise in den 1940er Jahren durch Fahrbahnen ersetzt wurden, mussten bereits weitgehende Reparatur- und Verstärkungsmaßnahmen durchgeführt werden. Bei einer 1978 durchgeführten Inspektion wurden umfangreiche Risse und Korrosionsschäden gefunden, die zu einer vollständigen Schließung der Brücke führten. 1982 begann schließlich ein auf 834 Millionen Dollar veranschlagtes Renovierungsprogramm, in dessen Verlauf zahlreiche Teile der Brücke ersetzt und verstärkt werden. Insbesondere wurden Träger eingebaut, um die Brücke steifer zu machen, die Tragkabel wurden neu ummantelt und sämtliche Hänger wurden ersetzt. Das Programm sollte im Sommer 2013 abgeschlossen werden. Dabei wurde im Juni 2001 ein neuer Fußweg auf der westlichen Seite der Brücke eröffnet, der bis zur Einweihung eines neuen Radweges auf der Ostseite im Sommer 2004 auch von Fahrradfahrern genutzt wurde.
Nach den Terroranschlägen am 11. September 2001 wurde die Brücke eine Woche lang für jeden Verkehr außer Notfalldiensten geschlossen. Um die Verkehrsstaus in Manhattan zu reduzieren, wurden anschließend HOV-Beschränkungen eingeführt, d. h., dass nur Pkws mit mindestens zwei Insassen zugelassen waren.
2009, im Jahr ihres hundertsten Geburtstages, wurde die Manhattan Bridge von der American Society of Civil Engineers als National Historic Civil Engineering Landmark ausgezeichnet.

## U-Bahn-Gleise der New York City Subway

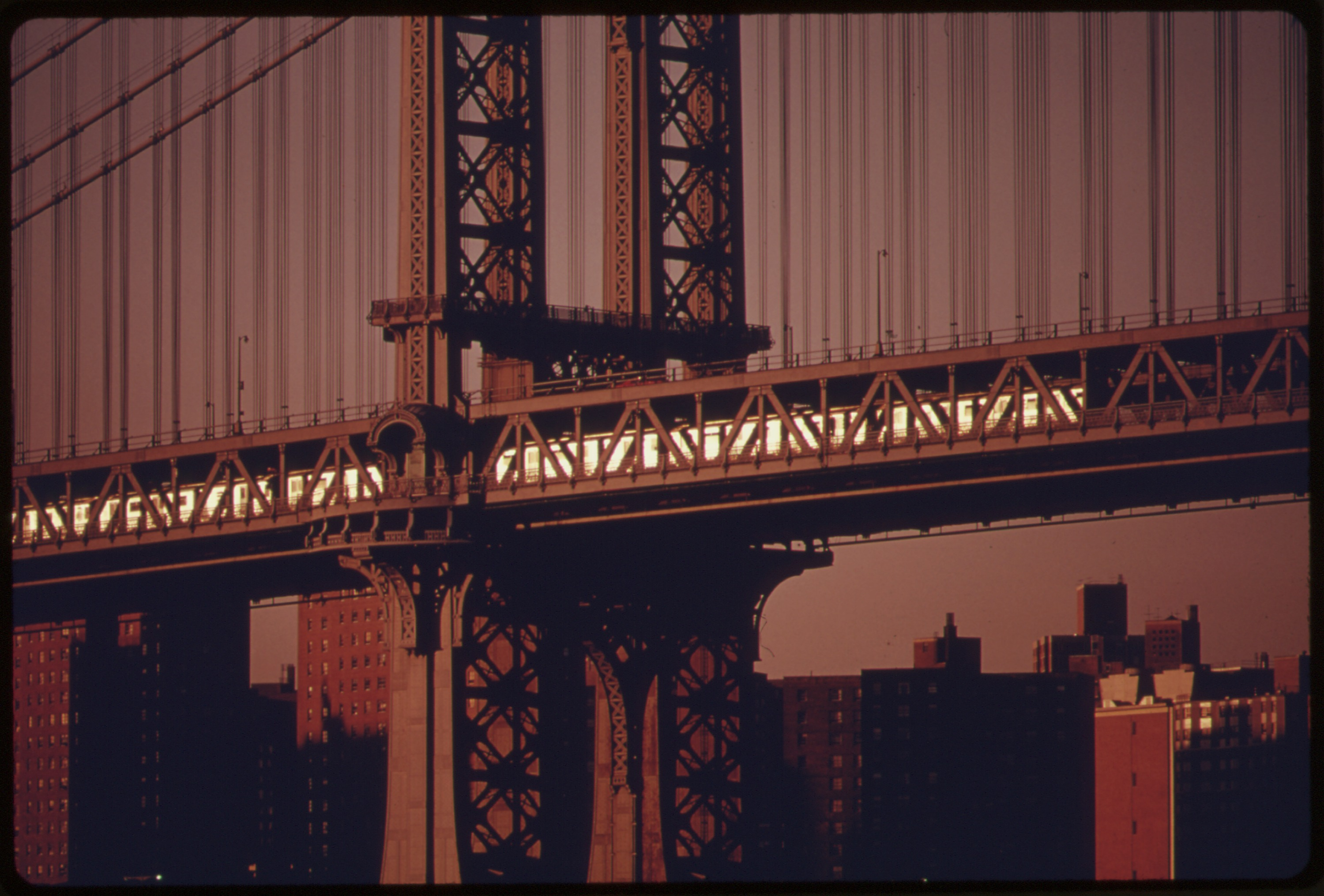
U-Bahn-Zug quert die Brücke (1974)

Die Brücke wurde mit Gleisen gebaut, die für die Brooklyn Rapid Transit Company (BRT) vorgesehen waren. Es waren jedoch zum Zeitpunkt der Eröffnung der Brücke noch keine der Anschlussstrecken vorhanden.

### Straßenbahnen
Zwei Verkehrsgesellschaften nutzten die späteren U-Bahn-Gleise im Vorlaufbetrieb mit Straßenbahnen: Die Manhattan Bridge Three Cent Line fuhr ab 1912 oder 1910 auf den östlichen U-Bahn-Gleisen. In direkter Konkurrenz dazu nutzte ab 1915 oder 1912 die Brooklyn and North River Railroad die westlichen U-Bahn-Gleise für ihre Brooklyn and North River Line. Die elektrische Antriebsenergie bezog letztere Bahn auf der Brücke sowie in Manhattan, wo Oberleitungen seit dem Großen Schneesturm von 1888 gesetzlich verboten waren, aus versenkter Mittelstromschiene und in Brooklyn aus Oberleitung. North River bezeichnet den auf Höhe New York Citys verlaufenden Abschnitt des Hudson River; die Straßenbahnen fuhren quer über die Insel Manhattan.
Im Jahr 1915 wurden die Straßenbahnen von den unteren U-Bahn-Gleisen auf die oberen Fahrbahnen verlagert. Der Betrieb der Brooklyn and North River Line endete 1919 und der der Three Cent Line im Jahr 1929.

### U-Bahn
Die Brooklyn Rapid Transit Company (BRT) nahm die Brückengleise am 22. Juni 1915 in Betrieb. Sie waren ein Bestandteil ihres Brooklyn-Loop-Line-Konzepts: Aus Brooklyn kommend sollten Züge Lower Manhattan, später auch Midtown Manhattan, erschließen und dann ohne zeitraubendes, die Beförderungsleistung schmälerndes Wenden wieder nach Brooklyn bzw. Queens fahren. Neben den drei Brücken betrieb die BRT drei Tunnelstrecken, die bis heute unter dem East River hindurchführen (Montague Street Tunnel, 14th Street Tunnel und 60th Street Tunnel). Nach der Insolvenz der BRT zum Jahresende 1917 ging der Betrieb 1923 in die Brooklyn–Manhattan Transit Corporation (BMT) über.
Das Brooklyn-Ende der Brücke ist mit der viergleisigen Strecke der Fourth Avenue Line verbunden, 1920 kam die Brighton Beach Line hinzu. In Manhattan führten die westlichen Gleise ab 1915 direkt zum damaligen Endbahnhof Chambers Street unter dem Municipal Building, einem Sitz der Stadtverwaltung gegenüber dem Rathaus. Seit 1917 verbanden die östlichen Gleise die Manhattan Bridge Line mit der Broadway Line nach Midtown Manhattan.
In den 1950er bis 1960er Jahren wurden die Verbindungen neu geordnet. Zunächst wurden auf Brooklyner Seite die Anbindungen an den Knotenbahnhof De Kalb Avenue leistungsfähiger ausgebaut. Für die 1967 in Manhattan eröffnete Chrystie Street Connection wurden die östlichen Brückengleise mit der Sixth Avenue Line und die westlichen mit der Broadway Line verbunden, während die in den 1960er Jahren bedeutungslos gewordene Verbindungskurve zum U-Bahnhof Chambers Street ersatzlos gekappt wurde.
Die rechts und links außen auf der Brücke fahrenden U-Bahn-Züge verursachten ein Schwanken der Brücke. Aufgrund von fehlenden Wartungsarbeiten des New York City Department of Transportation musste die Strecke in der Vergangenheit schon des Öfteren gesperrt werden. Weil die östlichen Gleise mehr in Anspruch genommen wurden, mussten sie von 1986 bis 1988 erstmals geschlossen werden. Die westlichen Gleise wurden 1988 und 1990 gesperrt, wobei man anfangs von einer kurzzeitigen Sperrung ausging, die sich jedoch bis 22. Juli 2001 hinzog. Die östlichen Gleise wurden 1995 in nicht so stark befahrenen Zeiten geschlossen, aber 2001 durften dort überhaupt keine Züge fahren. Erst am 22. Februar 2004 wurden beide Seiten wiedereröffnet.

## Film und Fernsehen
Die Manhattan Bridge wurde auch als Kulisse in einigen Kinofilmen verwendet:
- Sergio Leones Gangster-Epos Es war einmal in Amerika (Noodles läuft in jungen Jahren mit seiner Gang durch eine Gasse, mit der Brücke als Hintergrund, unter anderem auch auf dem DVD-Cover zu sehen)
- Roland Emmerichs Science-Fiction-Film Independence Day (Anflug eines Alien-Schiffes auf New York)
- Tony Scotts Thriller Die Entführung der U-Bahn Pelham 123 (Finalszene)

Die Manhattan Bridge ist auf folgenden Filmplakaten zu sehen:
- Sergio Leones Gangster-Epos Es war einmal in Amerika
- Joseph Kosinskis Science-Fiction-Film Oblivion
- Mark Manns Film Threesome - Eine Nacht in New York
- 4.3.2.1 von Noel Clarke und Mark Davis